# 吴六奇墓前石雕
吴六奇墓前石雕，位于中国广东省梅州市大埔县城影院门前，为梅州市大埔县的一个县级文物保护单位，类型为石窟寺及石刻，公布时间为1985年4月。
吴六奇墓前石雕的历史年代为清代。